# Tiếng Sikkim
Tiếng Sikkim, cũng được gọi là "Tạng Sikkim", "Bhutia", "Drenjongké" (chữ Tạng: འབྲས་ལྗོངས་སྐད་; Wylie: 'bras ljongs skad "ngôn ngữ thung lũng lúa"), Dranjoke, Denjongka, Denzongpeke, và Denzongke, là một ngôn ngữ Tạng. Nó được nói bởi người Sikkim tại Sikkim, đông bắc Nepal, và vùng biên giới Bhutan. Người Sikkim gọi ngôn ngữ của họ là Drendzongké và quê hương của họ là Drendzong (chữ Tạng: འབྲས་ལྗོངས་; Wylie: 'bras-ljongs; "Thung lũng lúa").

## Chữ viết
Tiếng Sikkim được viết bằng bảng chữ cái Tạng mà nó "thừa hưởng" từ tiếng Tạng cổ điển. Tuy vậy, âm vị và từ vựng tiếng Sikkim khác biệt đáng kể với của tiếng Tạng cổ điển. SIL International mô tả hệ thống chữ viết này là "phong cách Bồ-đề". Cũng theo SIL, 68% người Sikkim Bhutia biết đọc bảng chữ cái Tạng (2001).

## Quan hệ với các ngôn ngữ khác
Người nói tiếng Sikkim có thể hiểu phần nào tiếng Dzongkha, do sự tương đồng từ vựng đến 65% giữa hai ngôn ngữ. Nếu so sánh, tiếng Tạng chuẩn chỉ tương đồng 42% về từ vựng. Tiếng Sikkim cũng được ảnh hưởng ở một mức độ nào đó bởi tiếng Yolmo và tiếng Tamang lân cận.
Do sự tiếp xúc thường xuyên với tiếng Nepal và tiếng Tạng, nhiều người nói tiếng Sikkim cũng nói những ngôn ngữ kia.

## Âm vị

### Phụ âm
Bên dưới là bảng phụ âm tiếng, theo Yliniemi (2005) và van Driem (1992).
|          |                        | Môi       | Răng/ Chân răng | Quặt lưỡi   | Chân răng-vòm/ Vòm | Ngạc mềm  | Thanh hầu |
| -------- | ---------------------- | --------- | --------------- | ----------- | ------------------ | --------- | --------- |
| Mũi      | vô thanh               |           | n̥ ན /n/         |             |                    | ŋ̥ ང /ng/  |           |
| Mũi      | hữu thanh              | m མ /m/   | n ན /n/         |             | n~ŋ ཉ /ny/         | ŋ ང /ng/  |           |
| Tắc      | vô thanh không bật hơi | p པ /p/   | t ཏ /t/         | ʈ ཏྲ /tr/    |                    | k ཀ /k/   | ʔ འ /ʔ/   |
| Tắc      | vô thanh bật hơi       | pʰ ཕ /ph/ | tʰ ཐ /th/       | ʈʰ ཐྲ /thr/  |                    | kʰ ཁ /kh/ |           |
| Tắc      | hữu thanh              | b བ /b/   | d ད /d/         | ɖ དྲ /dr/    |                    | ɡ ག /g/   |           |
| Tắc      | bán hữu thanh          | p̀ʱ བ /p'/ | t̀ʱ ད /t'/       | ʈ̀ʱ དྲ /tr'/  |                    | k̀ʱ ག /k'/ |           |
| Tắc sát  | vô thanh không bật hơi |           | ts ཙ /ts/       |             | tɕ ཅ /c/           |           |           |
| Tắc sát  | vô thanh bật hơi       |           | tsʰ ཚ /tsh/     |             | tɕʰ ཆ /ch/         |           |           |
| Tắc sát  | hữu thanh              |           | dz ཛ /dz/       |             | dʑ ཇ /j/           |           |           |
| Tắc sát  | bán hữu thanh          |           |                 |             | tɕ̀ʱ ཇ /c'/         |           |           |
| Xát      | vô thanh               |           | s ས /s/         |             | ɕ ཤ /sh/           |           | h ཧ /h/   |
| Xát      | hữu thanh              |           | z ཟ /z/         |             | ʑ ཞ /zh/           |           |           |
| Nước     | vô thanh               |           | l̥ ལ /l/         | r̥ ར /r/     |                    |           |           |
| Nước     | hữu thanh              |           | l ལ /l/         | r~ɹ~ɾ ར /r/ |                    |           |           |
| Tiếp cận | Tiếp cận               | w ཝ /w/   |                 |             | j ཡ /y/            | w ཝ /w/   |           |

Những phụ âm bán hữu thanh là hậu thân của những phụ âm hữu thanh trong tiếng Tạng cổ điển. Âm vị /ny/ trong tiếng Tạng cổ trở thành tha âm /n/ và /ng/.

### Nguyên âm
Bên dưới là bảng nguyên âm tiếng Sikkim, đa phần theo Yliniemi (2005).
|      | Trước          | Trước    | Giữa           | Sau      |
|      | không làm tròn | làm tròn | không làm tròn | làm tròn |
| ---- | -------------- | -------- | -------------- | -------- |
| Đóng | i ི /i/         | y ུ /u/   |                | u ུ /u/   |
| Vừa  | e ེ /e/         | ø ོ /o/   |                | o ོ /o/   |
| Mở   | ɛ ེ /e/         |          | ɐ /a/          |          |